# ایندژهوویوودا (روستا)
ایندژهوویوودا (به بلغاری: Indzhe Voivoda) یک منطقهٔ مسکونی در بلغارستان است که در شهرستان سوزوپول واقع شده‌است.